# Balcarce (ciudad)
San José de Balcarce es una ciudad serrana, agrícola, ganadera y forestal cabecera del partido homónimo, al sudeste de la provincia de Buenos Aires.
A pocos km se encuentra la unidad integrada Balcarce, compuesta por la estación experimental agropecuaria Balcarce del INTA y la Facultad de Ciencias Agrarias de la Universidad Nacional de Mar del Plata. Asimismo es cabecera del Centro Regional Buenos Aires Sur del INTA.
También se ubica la estación Terrena Balcarce (pionera en comunicaciones vía satélite por la ex ENTel), propiedad de Telefónica de Argentina desde las privatizaciones.
Sobre la ruta nacional 226, y a pocos minutos del centro de la ciudad se encuentra la planta fabril destinada al procesamiento y empaque de papas fritas McCain.

## Historia
Los orígenes de la ciudad de Balcarce se remontan a 1860. En esa época, los pobladores se dividían en “costeros” y “serranos”. Los primeros estaban a favor de que la incipiente villa creciera alrededor del puerto de la Laguna de Los Padres y los segundos preferían que la fundación del pueblo cabecera del partido se concretase en la zona montañosa. 
En 1874, se aprobaron los planos del puerto Balcarce o puerto Laguna de los Padres. Pero, dos años más tarde, por iniciativa de vecinos liderados por José de la Cuadra (1832-1882) y el juez de paz José Andrés Chaves (1841-1929), el 22 de junio de 1876 se funda el pueblo de San José de Balcarce, y es declarada ciudad el 15 de septiembre de 1949.
El primer edificio se construye en 1877, "La Fundadora", un almacén de ramos generales propiedad de José Andrés Chaves, en la actual esquina de calle 17 y Kelly.
En 1884 la ciudad ya contaba con una oficina de telégrafos y una sucursal del Banco Provincia.
Se concede el título de parroquia al Partido de Balcarce con jurisdicción en Lobería en 1884, inaugurándose la primera iglesia en el año 1886.
El ferrocarril del Sud se inaugura en la localidad en 1892.

## Demografía

### Población
La población de la ciudad es, según INDEC, de 38.376 habitantes (censo 2010), de las cuales el 18 % habita en terrenos dedicados a actividades rurales. La estimación realizada en la zona dice que entre los 15 y 64 años de edad se ubica el 65 %.
Este mismo censo afirma que el 34,4 % de la población residente en zonas aptas para explotación agrícola y en condiciones de desempeñar una tarea estaba desocupada (mayores a los 14 años). Un 18,8 % de esa población buscaba trabajo, y estaba desempeñando una tarea el 41,8 %. De este último grupo de población, el 15,9% lo hacía en industrias primarias (Agricultura, ganadería, silvicultura y caza), un 60,9 % se dedicaba a los servicios y el 14,9 % restante se dedicaba a las actividades industriales o construcción.
| Gráfica de evolución demográfica de Balcarce entre 1947 y 2010 |
|                                                                |
| Fuentes: INDEC                                                 |

## Arquitectura
La ciudad de Balcarce cuenta con varios edificios y espacios públicos nombrados patrimonio provincial y nacional.
Entre su arquitectura resalta la labor del ingeniero y arquitecto Francisco Salamone. La obra de Salamone constituye un atractivo muy especial en el ámbito del turismo arquitectónico internacional, siendo su obra única en el mundo dentro del estilo neocolonial. Se inscribe en las ideas y propuestas del movimiento moderno que une el concepto de funcionalidad con el uso de nuevos materiales y técnicas constructivas y del Art Decó, cuyo lenguaje geométrico se desarrolla en juegos de planos rectos, circulares, entrantes y salientes que crean volúmenes articulados en el espacio.

## Geografía

### Relieve

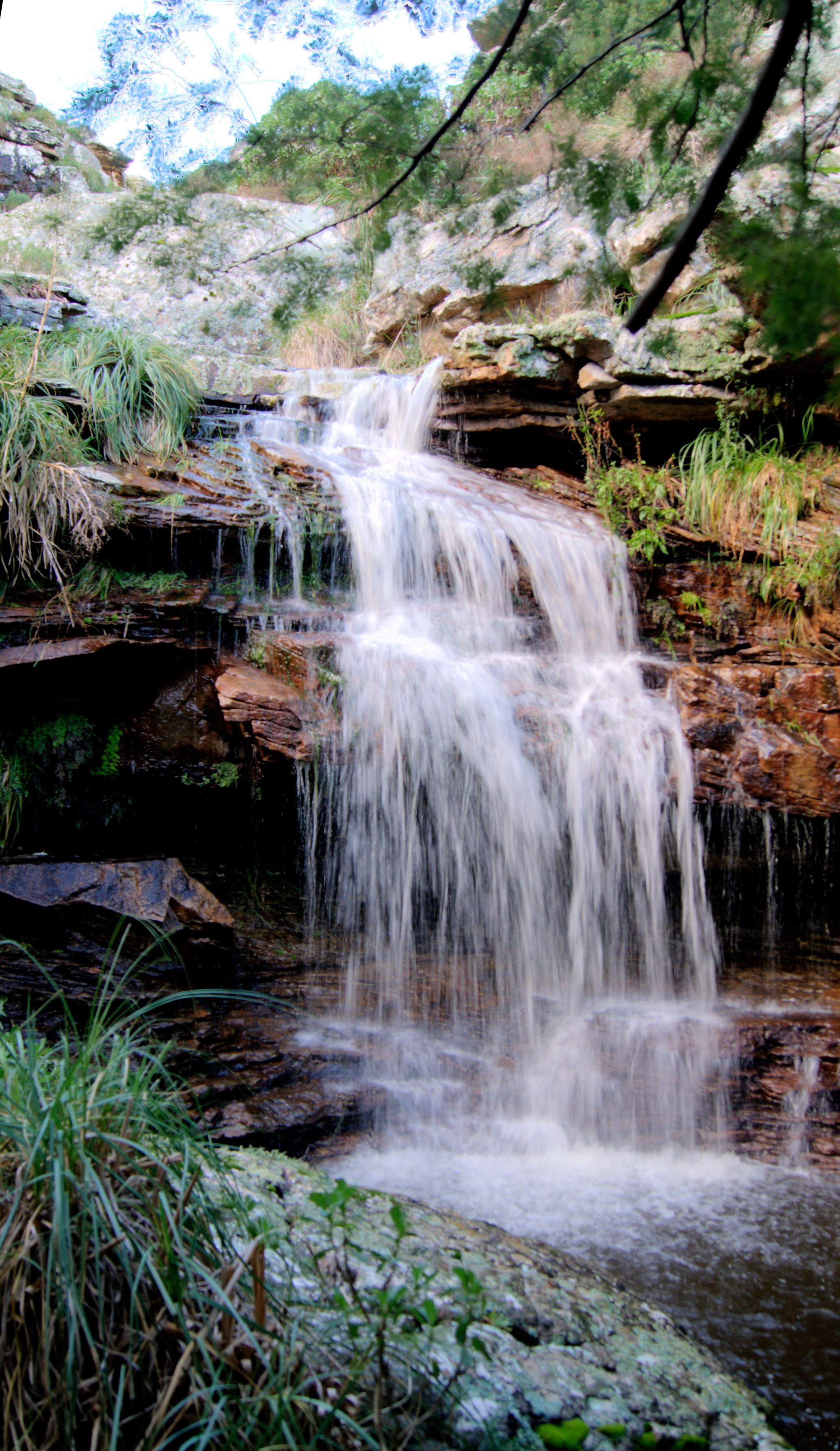
Cascadas en las sierras de Balcarce.

Ubicada en la denominada Pampa Serrana, forma parte del Sistema de Tandilia.
El relieve presenta un afloramientos rocosos y pedemontes conformados por sedimentos loéssicos colinados. Las pendientes disminuyen a medida que se aumenta la distancia a las sierras.
Los suelos son de características loéssicas con profundidad variable de poca a mediana, existiendo mantos de tosca teniendo como característica un horizonte petrocálcico que se encuentra a menos de 1,5 m de profundidad. Existen, aunque en menor medida y en la zona serrana, suelos líticos de muy poca profundidad con existencia de piedra cercana a la superficie.
La baja profundidad de los suelos, la roca, la tosca y las pendientes agudas producen que los suelos estén expuestos a erosión hidríca.

### Sierras de Balcarce
En las proximidades de la ciudad podemos encontrar los cerros El Triunfo, La Virgen, El Morro, Sierra Larga, Sierra Chata (356 m), Cinco Cerros (321 m), cerro Amarante (360 m), Sierra La Barrosa (334 m), Sierra La Bachicha (385 m), cerro Paulino, Sierra El Volcán (350 m), Sierra La Vigilancia (301 m) y Cerrito Inta, entre otros.

### Clima

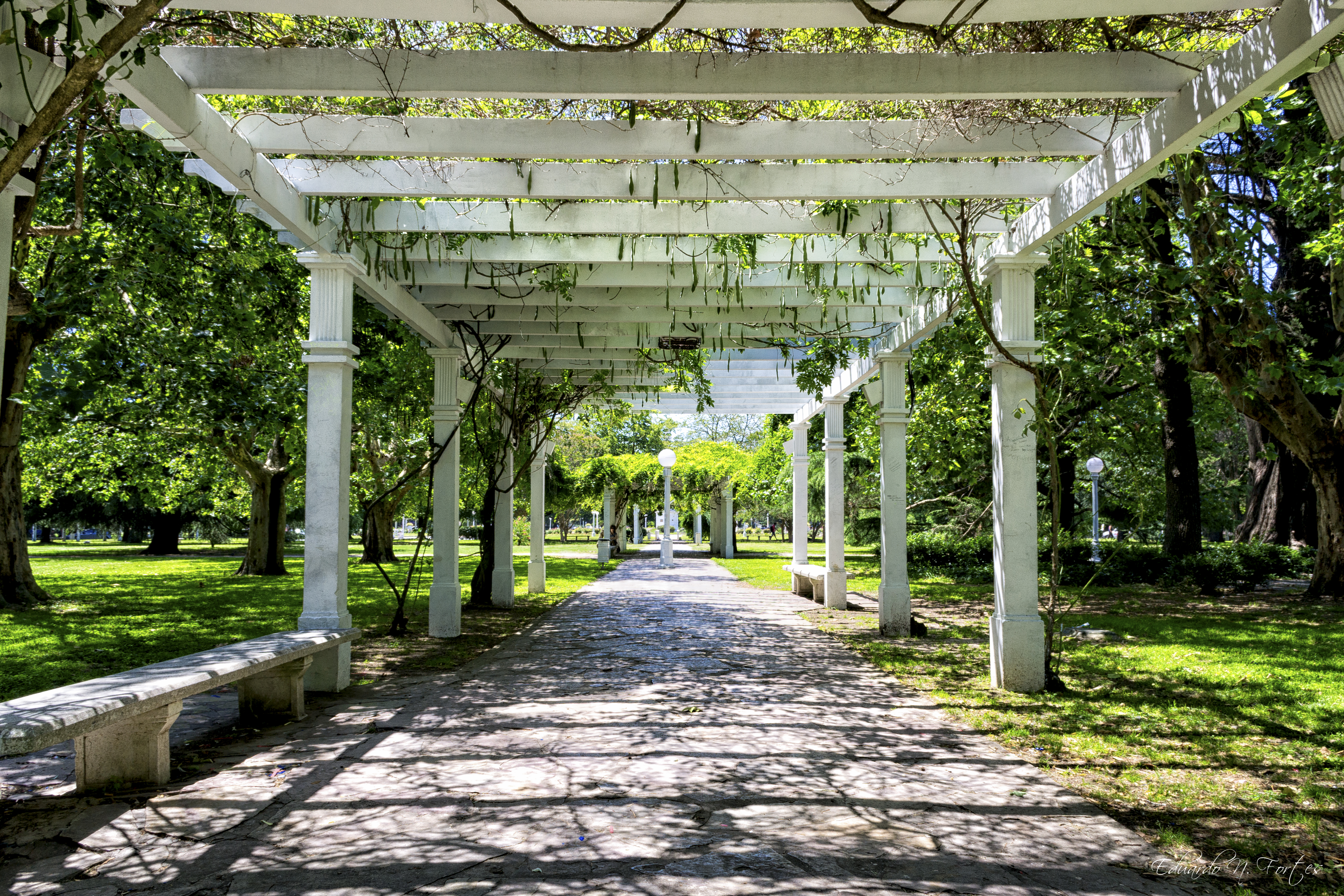
Las pérgolas de la Plaza Libertad de Balcarce lucen glicinas y rosas.

El tipo de clima es clima oceánico templado tendiendo a ser húmedo-subhúmedo. El promedio de lluvias es de 800 mm anuales con un máximo entre los meses de enero a marzo y el mínimo de junio a agosto. La temperatura promedio anual es de 13,3 °C. Desde octubre a mayo se considera el período libre de heladas. La humedad relativa promedio es del 78 % anual y los meses más húmedos son julio (86 %) y junio (85 %), siendo enero y diciembre los de menor humedad, con 70 % y 71 % respectivamente.
| Parámetros climáticos promedio de Balcarce INTA (1991-2020) | Parámetros climáticos promedio de Balcarce INTA (1991-2020) | Parámetros climáticos promedio de Balcarce INTA (1991-2020) | Parámetros climáticos promedio de Balcarce INTA (1991-2020) | Parámetros climáticos promedio de Balcarce INTA (1991-2020) | Parámetros climáticos promedio de Balcarce INTA (1991-2020) | Parámetros climáticos promedio de Balcarce INTA (1991-2020) | Parámetros climáticos promedio de Balcarce INTA (1991-2020) | Parámetros climáticos promedio de Balcarce INTA (1991-2020) | Parámetros climáticos promedio de Balcarce INTA (1991-2020) | Parámetros climáticos promedio de Balcarce INTA (1991-2020) | Parámetros climáticos promedio de Balcarce INTA (1991-2020) | Parámetros climáticos promedio de Balcarce INTA (1991-2020) | Parámetros climáticos promedio de Balcarce INTA (1991-2020) |
| Mes                                                         | Ene.                                                        | Feb.                                                        | Mar.                                                        | Abr.                                                        | May.                                                        | Jun.                                                        | Jul.                                                        | Ago.                                                        | Sep.                                                        | Oct.                                                        | Nov.                                                        | Dic.                                                        | Anual                                                       |
| ----------------------------------------------------------- | ----------------------------------------------------------- | ----------------------------------------------------------- | ----------------------------------------------------------- | ----------------------------------------------------------- | ----------------------------------------------------------- | ----------------------------------------------------------- | ----------------------------------------------------------- | ----------------------------------------------------------- | ----------------------------------------------------------- | ----------------------------------------------------------- | ----------------------------------------------------------- | ----------------------------------------------------------- | ----------------------------------------------------------- |
| Temp. máx. abs. (°C)                                        | 40.2                                                        | 37.2                                                        | 35.4                                                        | 32.1                                                        | 29.2                                                        | 22.7                                                        | 23.5                                                        | 30.1                                                        | 29.7                                                        | 31.6                                                        | 33.6                                                        | 40.7                                                        | 40.7                                                        |
| Temp. máx. media (°C)                                       | 28.3                                                        | 26.6                                                        | 24.8                                                        | 20.7                                                        | 16.9                                                        | 13.4                                                        | 12.5                                                        | 14.9                                                        | 16.5                                                        | 19.5                                                        | 23.0                                                        | 26.6                                                        | 20.3                                                        |
| Temp. media (°C)                                            | 20.6                                                        | 19.5                                                        | 17.8                                                        | 14.3                                                        | 11.2                                                        | 8.1                                                         | 7.3                                                         | 9.0                                                         | 10.4                                                        | 13.2                                                        | 16.2                                                        | 19.1                                                        | 13.9                                                        |
| Temp. mín. media (°C)                                       | 14.3                                                        | 14.0                                                        | 12.6                                                        | 9.7                                                         | 7.0                                                         | 4.4                                                         | 3.4                                                         | 4.4                                                         | 5.3                                                         | 7.9                                                         | 10.4                                                        | 12.7                                                        | 8.8                                                         |
| Temp. mín. abs. (°C)                                        | 5.6                                                         | 5.3                                                         | 2.7                                                         | 0.5                                                         | -2.4                                                        | -3.9                                                        | -5.7                                                        | -3.9                                                        | -3.5                                                        | -1.8                                                        | 0.8                                                         | 2.4                                                         | -5.7                                                        |
| Precipitación total (mm)                                    | 99.5                                                        | 84.8                                                        | 84.4                                                        | 85.3                                                        | 53.2                                                        | 58.4                                                        | 52.1                                                        | 59.8                                                        | 59.7                                                        | 87.3                                                        | 97.0                                                        | 79.3                                                        | 900.7                                                       |
| Días de precipitaciones (≥ 0.1 mm)                          | 8.3                                                         | 7.2                                                         | 7.9                                                         | 8.8                                                         | 6.4                                                         | 7.3                                                         | 8.1                                                         | 6.4                                                         | 7.3                                                         | 9.9                                                         | 9.2                                                         | 7.9                                                         | 94.7                                                        |
| Horas de sol                                                | 266.6                                                       | 228.8                                                       | 217.0                                                       | 162.0                                                       | 136.4                                                       | 114.0                                                       | 120.9                                                       | 145.7                                                       | 168.0                                                       | 195.3                                                       | 231.0                                                       | 269.7                                                       | 2264.6                                                      |
| Humedad relativa (%)                                        | 74.2                                                        | 78.5                                                        | 81.0                                                        | 83.0                                                        | 85.3                                                        | 86.0                                                        | 86.5                                                        | 82.2                                                        | 81.2                                                        | 81.0                                                        | 77.7                                                        | 73.0                                                        | 80.8                                                        |
| Fuente: Servicio Meteorológico Nacional                     |                                                             |                                                             |                                                             |                                                             |                                                             |                                                             |                                                             |                                                             |                                                             |                                                             |                                                             |                                                             |                                                             |

### Fauna y flora
En la fauna de la zona se aprecian entre otros el ñandú (Rhea americana), flamencos (Phoenicopterus chilensis), y garzas.
La acción humana modificó la vegetación de la zona. Hay gran cantidad estepa o pseudoestepa de gramíneas, retamas y en las sierras se puede encontrar curros y chilcas y unas especies de asociaciones saxícolas. Esta vegetación es original de esta zona.
Asimismo se han formado macizos asilvestrados de Acacia angustifolia y Eucalyptus globulus, sobre todo en las sierras. Este fenómeno de adaptación es debido a las semejanzas edáficas, climáticas y geográficas que tiene Balcarce con la zona de origen de estas especies, el sudeste de Australia.

## Turismo

Mapa del Autódromo Juan Manuel Fangio.

### Autódromo Juan Manuel Fangio
En la sierra La Barrosa, a 4 km de Balcarce. Su circuito se extiende en 4.592 m construidos en la ladera serrana de la sierra La Barrosa.
Fue inaugurado en el año 1972 asignándosele el nombre del automovilista nacido en esta ciudad. El 13 de noviembre de 2011 perdería la vida el piloto Guido Falaschi en un accidente que puso en duda el sistema de seguridad del circuito, el cual ha dejado de funcionar como tal desde entonces.

### Parque municipal Cerro El Triunfo
Situado muy cerca del centro de Balcarce, entre las calles 27, 40, 39 y 32. A partir de 1986, se realiza en su anfiteatro los Festivales del Canto Argentino. También es ámbito de realización de la Fiesta Nacional del Automovilismo, y más recientemente de la Fiesta Nacional del Postre.
Antes de 1990, fue explotado como cantera de tosca, y se transformó en un anfiteatro natural de belleza singular. El cerro El Triunfo ofrece caminos accesibles para su recorrida en automóvil, infraestructura: polideportivo con pista de atletismo, velódromo y cancha de básquet, pulpería, parrillas, juegos infantiles, plaza de la salud, etc. En su pico más alto se encuentra un monumento a La Madre y la gruta Nuestra Señora de Fátima.

### Punto panorámico El Mirador
Está ubicado en la sierra La Barrosa, que posee libre acceso hasta la Cruz en su cima, con una vista panorámica de la ciudad y sierras circundantes.
Se llega desde la intersección de las calles 55 y 40, por medio de la cual se accede a una subida para vehículos y peatones.
Para el lado izquierdo, se llega al punto superior del Mirador, ideal para hacer un descanso observando toda la ciudad.
En el transcurso del trekking puede llegarse hasta La Cruz y luego hasta el Mordisco del Diablo, y buscar la Ventanita de La Barrosa.

### Aeródromo de Balcarce
El Aeródromo de Balcarce es un aeropuerto ubicado 11 km al sudoeste de la ciudad. 
El Aero Club Balcarce data del 4 de enero de 1921, siendo el más antiguo de la provincia de Buenos Aires.

### Turismo Aventura
En las proximidades de la ciudad es posible practicar escalada, mountain bike y trekking, así como también vuelos en parapente y planeador. También se encuentran diversos emprendimientos de turismo rural, hoteles y cámpines.

### Pesca
En la Laguna La Brava se permite la pesca recreativa, siempre teniendo la Licencia de Pescador Deportivo al día. En ese sentido la laguna cuenta con comodidades como muelle, bajada de lanchas, baños, alojamiento y proveeduría, que facilitan la actividad, que tiene en el pejerrey su máximo exponente.

### Obra de Francisco Salamone
Se destacan las obras del viejo Matadero (hoy Centro Cultural y museo de sitio), la plaza (cuya confitería fue demolida), la Escuela Normal, y el cementerio. Estos espacios, declarados monumentos históricos despiertan cada vez más turismo patrimonial. En el caso de Balcarce se trata de sus primeras obras.  

## Cultura

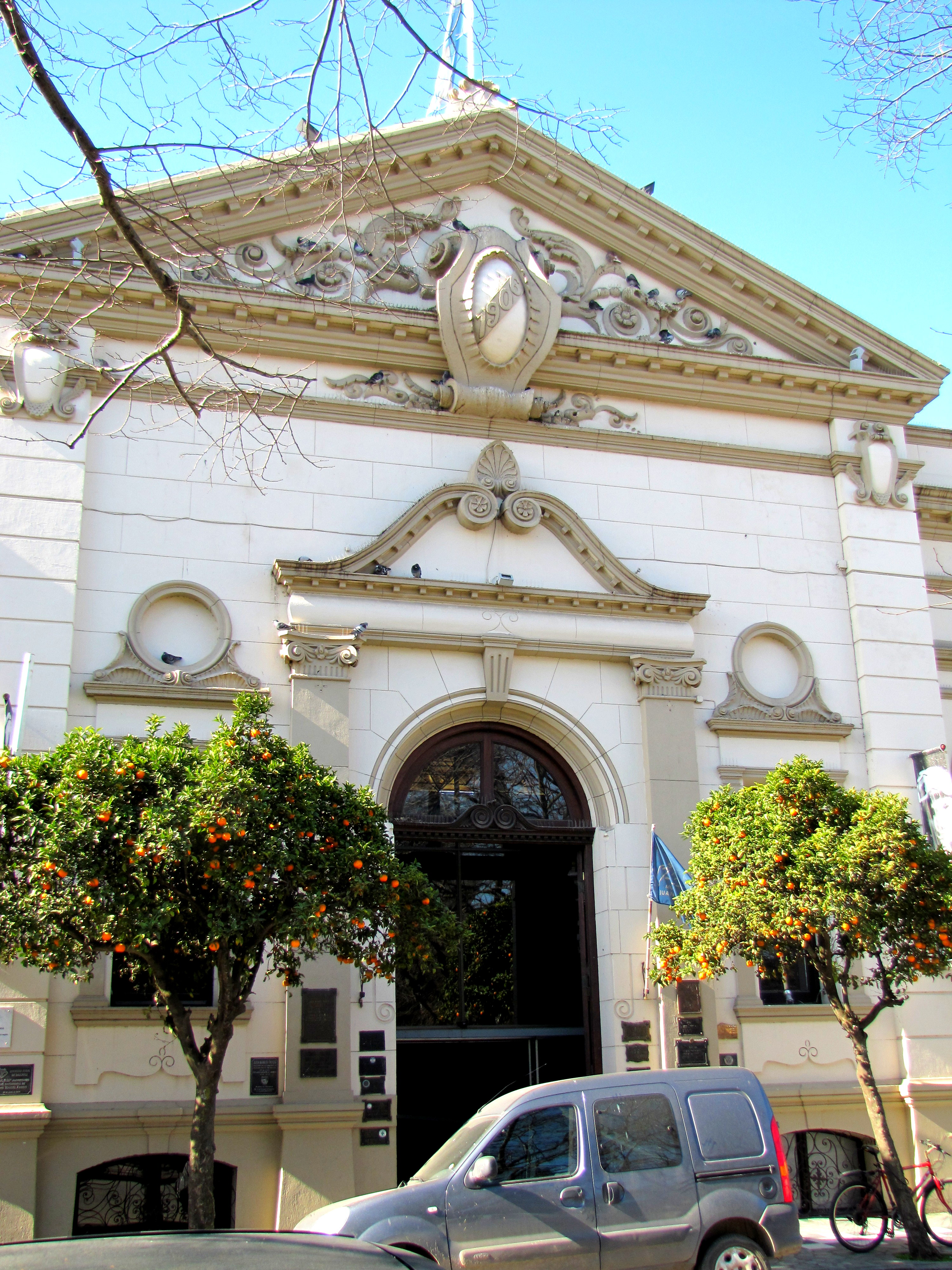
El Museo del automovilismo "Juan Manuel Fangio" en 2012.

### Museo del Automovilismo "Juan Manuel Fangio"
El Museo del Automovilismo Juan Manuel Fangio, ubicado en Balcarce, en el Centro de la ciudad, sobre la calle 18 esquina 17 ubicado a pocas cuadras de la casa donde, el 24 de junio de 1911, nació Fangio.
En este museo se puede ver una gran exposición, contando con 27 automóviles y todos los trofeos del campeón mundial de Fórmula 1. Desde la reconstrucción del Ford A (1929) con el que debutó Juan Manuel Fangio; el original de la fabulosa “Negrita” que impulsó su destino a Europa; la Chevrolet 39, en la que corriera la Buenos Aires-Caracas; además de automóviles pertenecientes a amigos corredores del mismo, tales como los de Oscar y Juan Gálvez, el Ford V8 de Finochietti, el de Eduardo Casa, el Baufer de los hermanos Emiliozzi.
Cuenta con una visita guiada sobre la historia personal del piloto.
En 1986 se crea, de la mano de Juan Manuel Bordeu y Juan Manuel Fangio, la Fundación Museo del Automovilismo Juan Manuel Fangio, con el objetivo de dar difusión a las actividades que se llevan a cabo en el Centro Tecnológico Cultural y Museo del Automovilismo Juan Manuel Fangio. Esta organización no sólo está dedicada a la gestión y mantenimiento del Museo sino que organiza eventos deportivos y actos culturales en la ciudad en la que se encuentra instalada.

### Museo Histórico Municipal
Al cumplirse el 133 aniversario del Partido de Balcarce, el 31 de agosto de 1998, se inaugura el museo donde se conserva y difunde el patrimonio histórico y cultural, manteniéndose las siguientes áreas temáticas: primeros pobladores de América, orígenes de la ciudad de San José de Balcarce y sus protagonistas, primeros comercios, corrientes migratorias en la ciudad, la conformación de las distintas colectividades y descripción del ambiente serrano; elaborado sobre la base de un proyecto de la Facultad de Humanidades de La Plata sobre la historia de Balcarce.
Se encuentra cercano al acceso al parque del Cerro El Triunfo (avenida Suipacha y calle 35).

### Fiestas locales
La fiesta más importante es la "Fiesta Nacional del Automovilismo", que se realiza en el mes de febrero coincidiendo con alguna fecha del automovilismo nacional (TC, TC2000).
A partir del año 2013 se ha desarrollado la "Fiesta Nacional del Postre", que se realiza en el mes de julio, donde se hacen concursos y exhibiciones del tradicional "Imperial Ruso" (conocido popularmente como "postre Balcarce", aunque no se usa esa denominación por ser marca registrada de la empresa marplatense "Postres Balcarce S.A.").
También, durante el mes de septiembre u octubre de cada año, se realiza "La Expo Balcarce", siendo esta una exposición Ganadera, Agrícola, Comercial e Industrial, que es realizada y organizada por la "Sociedad Rural de Balcarce" en sus instalaciones feria de Ruta 55, en conjunto con otras entidades, pasando a ser de las más importantes del Sudeste Bonaerense.

## Personalidades de la ciudad

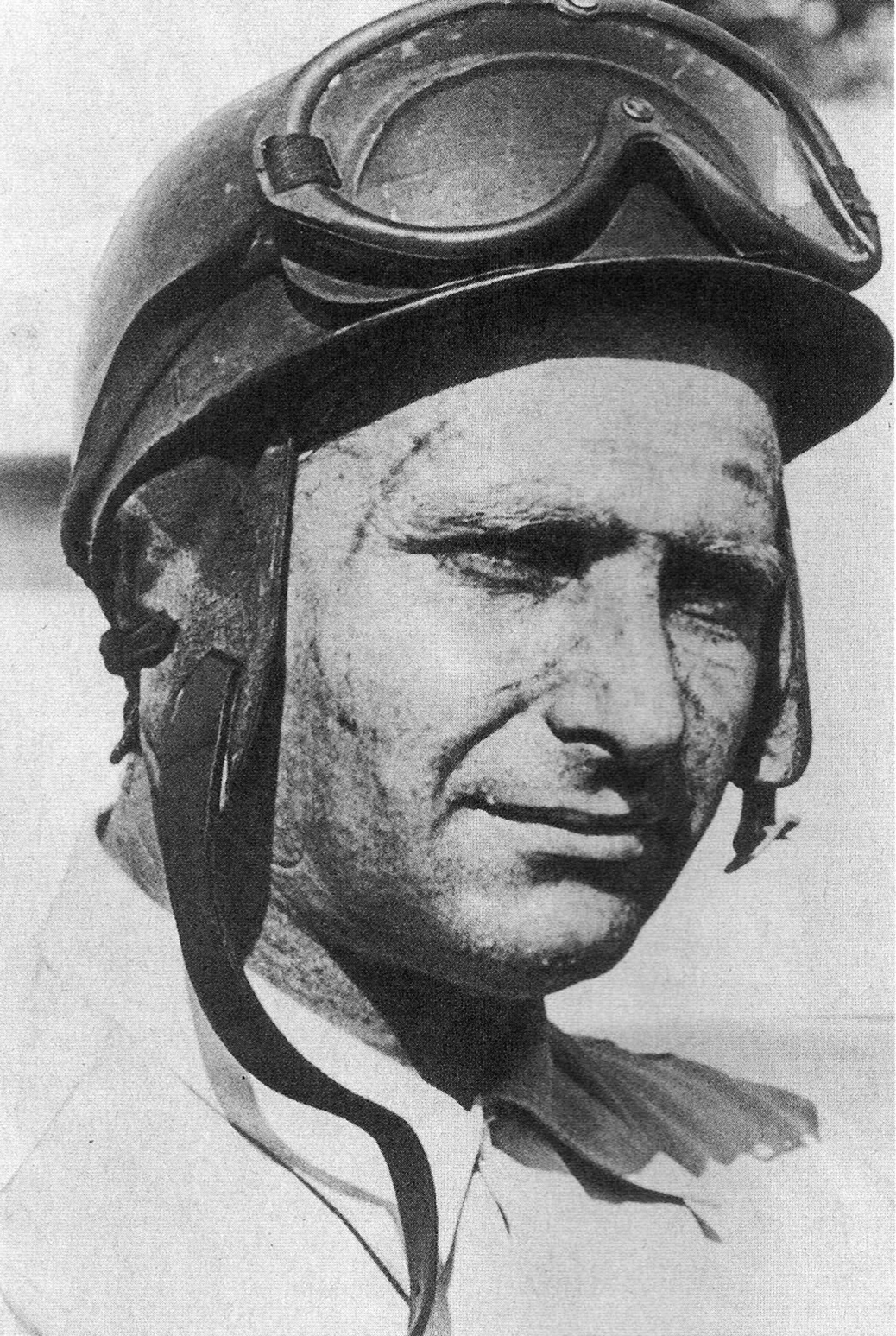
Juan Manuel Fangio.

- Juan Manuel Fangio: Cinco veces campeón mundial de Fórmula 1.
- Juan "Manuelito" Fangio: (Sobrino del anterior) Automovilista que compitiera en Europa y Estados Unidos.
- Juan Manuel Bordeu: Campeón de Turismo Carretera en el año 1966.
- Mariano Alberto Calamante: Reconocido expiloto de Turismo Carretera.
- José Carlos "Bocha" Ciantini: Expiloto de Turismo Carretera.
- Diego Ciantini: Piloto de Turismo Carretera. Hijo de José Carlos.
- Santiago Mangoni: Piloto de Turismo Carretera.
- Oscar Erratchu: Expiloto de Turismo Carretera.
- Fernando Telechea: Futbolista reconocido por jugar en Club Deportivo Santamarina, Club Atlético Tigre, Club Atlético Alvarado, Quilmes Atlético Club y Club Atlético Aldosivi.
- Nicolás Pavlovich: Futbolista reconocido por jugar en Newell's Old Boys, Racing Club de Avellaneda, Banfield, Argentinos Juniors y algunos equipos extranjeros.
- Felipe A Fossati: Médico.
- Emeterio Cerro: Poeta y autor y director teatral (1952-1996).
- Hugo Giménez Agüero: Cantante, compositor y uno de los principales representantes del folklore patagónico. Entre su amplio repertorio de composiciones figuran ritmos como las chorrilleras, la milonga andina, el kaani, y el malambo sureño (1944-2011).
- Nereo Crovetto: Dirigente de la Unión Cívica Radical muy próximo a Hipólito Yrigoyen, dos veces presidente del Banco Hipotecario Nacional y gobernador de la provincia de Buenos Aires en 1930.
- Luis Maria Ponce: periodista y fundador de "Radio Gabal" (Primera FM en la ciudad), "Radio Libertad" y "Canal 12".
- José de la Cuadra: Fundador del Pueblo.
- José Andrés Chaves: Juez de paz y fundador del Pueblo.
- Ruth Durante: Intérprete de tango.
- Jorge Dágata: Escritor.
- Rolo Villar: Humorista.
- Mariano Rafael Oveja Smith: Periodista y fundador de "Canal 4 Teleba", canal de aire que ha cumplido 25 años en la ciudad. Desarrolló por más de 50 años la noble profesión de periodista en la ciudad balcarceña (1937-2018).
- Evel Daguerre:Primer médico pediatra, creador del centro de hematología del hospital de Balcarce.
- José Ángel Valle: Historiador y escritor autor de El silencio que mastica el pucho, Roberto Achával: el último cantor de Pichuco, Chaco: una provincia que enamora, Francisco Ramírez: el caudillo enamorado, En el naipe del vivir: historias de tango, boxeo y turf, Tanguito. Historia, personajes y anécdotas del 2x4 entre otros.
- Lucas Kraglievich: Paleontólogo (1886-1932).
- Gonzalo "Gonzalito" Rodríguez: Periodista y cronista de televisión. Ganador de un Premio Martín Fierro.
- Cristiano Rattazzi: Empresario ítalo-argentino, Presidente de Fiat Argentina y bisnieto de Giovanni Agnelli, fundador de Fiat.
- Roberto Cambare: Folclorista, músico y compositor, creador de la emblemática zamba "Angélica", "Paisaje Sureño", entre otras.
- Karina Vismara: Cantautora.
- Juan Guillermo Galván: Diseñador Gráfico. Radicado en Río de Janeiro.

## Medios de comunicación
La ciudad tiene dos periódicos: El Diario y La Vanguardia; una emisora de radio de amplitud modulada, LRI235 Radio Balcarce, varias emisoras de frecuencia modulada, donde la primera fue Radio Gabal 104.1, pero también se destacan Radio Pop 99.1® Primera (24 años en la misma frecuencia, siendo la radio con mayor cobertura), Radio News 91.7, Radio Líder, FM Puntonueve, Radio Zeta, 105.1 Ebenesser, Music and Company, Hit Music, La 100, Radio Nova 102 y Power Radio 99.5Mhz.
Además, cuenta con un servicio de televisión por cable (provisto por Cablevisión S.A.) con un canal de aire de alcance local en la señal 7, con un noticiero local llamado Somos Balcarce. De la misma forma, cuenta con tres canales de aire: Canal 4 Teleba, Canal 6 Balcarce y Canal 28

## Religión

### Parroquias de la Iglesia católica en Balcarce
| Diócesis   | Mar del Plata                     |
| ---------- | --------------------------------- |
| Parroquias | San José de Balcarce, Santa María |